# Wilhelm Caspar Escher
Wilhelm Caspar Escher (* 9. April 1859 in Zürich; † 17. November 1929 ebenda) war ein Schweizer Bankier und Unternehmer.

## Leben
Escher wurde als Sohn des Bankiers Hans Kaspar Escher vom Glas (1820–1903) und der Louise (geborene Bodmer) in Zürich geboren. Im Jahre 1894 heiratete er Emma Lina Abegg, eine Tochter von Carl Abegg-Arter. Zwischen 1872 und 1876 absolvierte Escher die Kantonsschule Trogen, gefolgt von einer Banklehre in Zürich. Danach bildete er sich in anderen Finanzinstituten im Ausland, unter anderem in Lyon, Paris, London und Genua, weiter.
Zwischen 1890 und 1900 war Escher Direktionsmitglied der Eidgenössischen Bank in St. Gallen und Zürich. Danach war er zunächst als Direktionsmitglied der Schweizerischen Kreditanstalt tätig, bevor er zwischen 1925 und 1929 als Verwaltungsratspräsident gewählt wurde. Zwischen 1926 und 1929 war er zudem Bankrat der Schweizerischen Nationalbank sowie Verwaltungsrat in zahlreichen Unternehmen wie Nestlé, Anglo-Swiss Condensed Milk Company, Swiss RE, Georg Fischer AG und der Elektrobank.
Escher war auch als Mäzen bekannt. Er und seine Frau unterstützten u. a. die Universität Zürich, die Zentralbibliothek sowie Kunst- und Sozialinstitutionen. Er war Ehrenbürger der Universität München sowie seit 1923 Dr. rer. pol. h.c. der Universität Tübingen.